# Manuela Dias
Manuela Dias (Salvador, 11 de abril de 1977) é uma escritora, dramaturga e atriz brasileira.

## Biografia

### 199?–1999: Formação e primeiros trabalhos como atriz
Manuela Dias formou-se em Jornalismo pela Universidade Federal da Bahia.
Em 1996, fez sua estreia como atriz de televisão no papel de Cida na telenovela Dona Anja no SBT. Em 1998, interpretou Inês em Brida, na Rede Manchete.
Em 2004, foi aprovada para um curso de um mês com o escritor colombiano Gabriel García Marques, na Escuela Internacional de Cine y Televisión, em San Antonio de los Baños, Cuba.

### 2000–2005: Trabalhos como roteirista de cinema e televisão
A partir dos anos 2000, passou a atuar como roteirista na TV Globo, estreando na série infantil Bambuluá.
Manuela colaborou nas séries Aline, A Grande Família, Fama, Sandy & Junior.

### 2006–2015: Cinema e colaborações em telenovelas
Em 2006, participou do Sundance Film Festival como coeditora do longa-metragem Sólo Diós Sabe, do diretor mexicano Carlos Bolado.
Em 2007, assinou o roteiro do filme Deserto Feliz, ao lado de Paulo Caldas, Marcelo Gomes e Xico Sá.
Em 2010, escreveu o roteiro de Transeunte, ao lado do também diretor Eryk Rocha; além do documentário O Céu Sobre os Ombros, de Sérgio Borges, vencedor de cinco candangos no Festival de Brasília de 2010.
Em 2011, escreve ao lado de Vinícius Coimbra o longa A Hora e a Vez de Augusto Matraga, que estreou no Festival do Rio e venceu cinco prêmios, entre eles o de melhor filme pelo júri e pelo voto popular. Na televisão, atuou como roteirista colaboradora na telenovela Cordel Encantado de Duca Rachid e Thelma Guedes. Em 2013, colaborou novamente para uma trama de Rachid e Guedes, desta vez em Joia Rara.
Em 2014, produziu seu primeiro longa-metragem, Love Film Festival, com Leandra Leal e Manolo Cardona.

### 2016–2019: Projetos autorais na TV e reconhecimento nacional
Em janeiro de 2016, estreou Ligações Perigosas seu primeiro trabalho autoral na TV Globo, uma adaptação do romance de mesmo nome de Pierre Choderlos de Laclos. No mesmo ano escreveu sua primeira história autoral na TV Globo, a série antológica Justiça, pela qual foi indicada ao Emmy Internacional.
Em novembro de 2019, estreia no horário das 21h sua primeira novela, Amor de Mãe, sob a direção de José Luiz Villamarim. A trama foi interrompida em março de 2020 devido a pandemia de COVID-19, retornando apenas em março do ano seguinte.
Após o término de Amor de Mãe, Manuela Dias começou a escrever o romance Diário de Dona Lurdes, que acompanha a vida da personagem um ano depois dos eventos da novela. No livro, quando seu o último filho sai de casa, a personagem-título começa a sofrer com a síndrome do ninho vazio, passando por um processo de amadurecimento na terceira idade. O romance foi publicado em maio de 2023, pela editora Melhoramentos. Em agosto de 2023, a Coluna Play, do jornal O Globo, anunciou que o recém-lançado livro ganharia uma adaptação cinematográfica, com roteiro da própria Manuela e de Cláudio Torres Gonzaga. Originalmente pensado como um original Globoplay, seu lançamento se deu em março do ano seguinte com exclusividade da Cinemark com o título de Dona Lurdes - O Filme.
Em 2024, lançou a editora de livros Voante.

## Vida pessoal
É filha da atriz Sônia Dias.
Em setembro de 2019, assumiu publicamente um relacionamento com o ator Murilo Benício. O casal se separou em julho do ano seguinte.

## Filmografia

### Como autora
| Ano     | Título           | Escalação        | Parceiros titulares        | Emissora | Ref.   |
| ------- | ---------------- | ---------------- | -------------------------- | -------- | ------ |
| 2011    | Cordel Encantado | Colaboradora     | Duca Rachid, Thelma Guedes | TV Globo |        |
| 2013    | Joia Rara        | Colaboradora     | Duca Rachid, Thelma Guedes | TV Globo |        |
| 2019–21 | Amor de Mãe      | Autora principal |                            | TV Globo | [ 12 ] |
| 2025    | Vale Tudo        | Autora principal |                            | TV Globo | [ 13 ] |

| Ano     | Título                | Escalação        | Parceiros titulares                            | Notas                              | Emissora  | Ref. |
| ------- | --------------------- | ---------------- | ---------------------------------------------- | ---------------------------------- | --------- | ---- |
| 2000–01 | Bambuluá              | Roteirista       | Roberto Talma                                  |                                    | TV Globo  |      |
| 2002    | Sandy & Junior        | Roteirista       | Adriana Avellar, Sarah Lavigne, Thiago Marinho | Temporada 4                        | TV Globo  |      |
| 2008    | Faça Sua História     | Roteirista       | João Ubaldo Ribeiro, Geraldo Carneiro          |                                    | TV Globo  |      |
| 2008    | Xuxa e as Noviças     | Roteirista       | Cláudio Torres Gonzaga                         | Especial de fim de ano             | TV Globo  |      |
| 2009    | Geral.com             | Roteirista       | Claudio Lobato                                 | Episódio: "Baseado em Fatos Reais" | TV Globo  |      |
| 2009–11 | Aline                 | Roteirista       | Mauro Wilson                                   |                                    | TV Globo  |      |
| 2012    | Acampamento de Férias | Roteirista       | Renato Aragão                                  | Temporada 3                        | TV Globo  |      |
| 2012    | A Grande Família      | Roteirista       | Cláudio Paiva                                  | Temporada 12                       | TV Globo  |      |
| 2016    | Ligações Perigosas    | Autora principal |                                                |                                    | TV Globo  |      |
| 2016    | Justiça               | Autora principal |                                                | Temporada 1                        | TV Globo  |      |
| 2024    | Justiça               | Autora principal |                                                | Temporada 2                        | Globoplay |      |

| Ano     | Título      | Escalação | Parceiros titulares | Ref.   |
| ------- | ----------- | --------- | ------------------- | ------ |
| 2007–08 | Zorra Total | Redatora  | Vários              | [ 14 ] |

| Ano  | Título                            | Notas                                                | Ref.  |
| ---- | --------------------------------- | ---------------------------------------------------- | ----- |
| 2006 | Só Deus Sabe                      | Como editora                                         |       |
| 2007 | Deserto Feliz                     |                                                      |       |
| 2008 | Skype Me                          |                                                      |       |
| 2010 | O Céu Sobre os Ombros             | Documentário                                         |       |
| 2010 | Transeunte                        |                                                      |       |
| 2011 | A Hora e a Vez de Augusto Matraga |                                                      |       |
| 2014 | Love Film Festival                | Também diretora, produtora, editora e editora de som | [ 6 ] |
| 2015 | A Floresta que se Move            |                                                      |       |
| 2021 | Pixinguinha, Um Homem Carinhoso   | Co-roteirista; com Denise Saraceni                   |       |
| 2024 | Dona Lurdes - O Filme             | Roteirista                                           |       |
| 2025 | Malês                             | Roteirista                                           |       |

### Como atriz
| Ano  | Título    | Personagem              | Ref.  |
| ---- | --------- | ----------------------- | ----- |
| 1996 | Dona Anja | Aparecida Salena (Cida) | [ 1 ] |
| 1998 | Brida     | Inês                    | [ 1 ] |

## Teatro
Ao longo de sua carreira, Manuela Dias escreveu quatro peças de teatro.
- Soul-4 (1996)
- Madame (2007)
- A Perna (2012)
- Berenice e Soriano (2018)

## Livros
- Tilikum. [s.l]: Editora Melhoramentos, 2022. 144p. ISBN 9786555393835.[16]

- Diário da Dona Lurdes. São Paulo: Editora Melhoramentos, 2023. 120p. ISBN 9786555395310.[17]

- Berenice e Soriano - o livro -. São Paulo: Editora Melhoramentos, 2023. 56p. ISBN 9786555395174.[18]